# Neotoma fuscipes
Espèce
Statut de conservation UICN

 LC  : Préoccupation mineure
Neotoma fuscipes, ou Néotoma à pattes sombres, est une espèce de rongeurs de la famille des Cricétidés.